# Sika
Sika AG este o companie producătoare de materiale speciale de construcții și aditivi pentru industria construcțiilor din Elveția.
Compania are afaceri anuale de peste 3 miliarde de euro, este prezentă în peste 93 de țări și are circa 17.000 de angajați.

## Sika în România
Compania este prezentă din anul 2002 și în România, unde a realizat o cifră de afaceri de 4 milioane de euro în anul 2003.
Sika deține la Brașov o unitate de producție (fabrică de aditivi de betoane, cu o capacitate de producție de 10.000 de tone anual),
sediul central și depozitul central.
Mai deține un centru de vânzări și depozit la București și birouri de vânzări la Timișoara, Cluj, Iași, Constanța și Craiova.
Firma a înregistrat în 2010 o cifră de afaceri de 15,3 milioane de euro și un profit net de 0,3 milioane de euro la o echipă de 51 de angajați.